# Дизен, Марк
Марк Карл Ди́зен (англ. Mark Carl Diesen; 16 сентября 1957, Буффало — 8 января 2008) — американский шахматист, международный мастер (1977).
Разделил 1—2 место с М. Роде в чемпионате США среди юношей до 18 лет (1976).
Победитель чемпионата мира среди юниоров до 20 лет (1976) в Гронингене.
В составе сборной США участник следующих соревнований:
- 21-й командный чемпионат мира среди студентов (1976) в г. Каракасе. Команда США завоевала серебряные медали.
- 2-й командный чемпионат мира среди молодёжи по 26 лет (1980) в Мехико.

Лучшие результаты в международных турнирах: Гастингс (1973/1974, турнир мастеров — 1-е место); Нью-Йорк (1976 и 1977) — 1-е и 5—8-е; Нови-Сад (1977) — 2—3-е; Карловац (1977) 1—3-е; 1978 — Аликанте — 2—3-е, Лондон — 3—5-е, Поляница-Здруй (Мемориал Рубинштейна) — 2—4-е, Сомбор — 4—5-е; Филадельфия (1979) — 5—11-е место.
Победитель 3-х чемпионатов штата Луизиана (1986—1988) и чемпионата штата Техас (2003).
Был женат, у пары было три дочери Джина, Эми, Сара.